# Димитриос Христоянис
Димитриос Дионисиу Христоянис (на гръцки: Δημήτριος Διονυσίου Χριστογιάννης) е гръцки лекар и политик от Нова демокрация.

## Биография
Димитриос Христоянис е роден в август 1957 година в македонския град Катерини, Гърция. Завършва медицина в Палермо. В продължение на 18 години работи като лекар в болници и медицински учреждения в Катерини, Солун и други. Избран е от Пиерия за депутат от Нова демокрация на изборите от 6 май 2012 година и на изборите от 17 юни 2012 година. Автор е на научни статии.